# Fernando Carrillo
Fernando Carrillo Roselli (Caracas, 6 gennaio 1966) è un attore televisivo e cantante venezuelano. Ha partecipato a numerose telenovelas in diversi Paesi del Sudamerica.

## Biografia
È stato sposato con l'attrice Catherine Fulop, sua connazionale, e insieme hanno interpretato la coppia protagonista di diverse telenovele tra cui Marilena, ben nota anche in Italia negli anni novanta, Pasionaria, Cara Bonita e La ragazza del circo. 
La coppia si è separata dopo alcuni anni. Ha sposato con rito civile María Gabriela Rodríguez a gennaio 2021.

## Filmografia

### Cinema
- Cero y van 4 (2004)
- 2+2=5=1, regia di Miguel Mas (2004)
- Las llaves de la independencia (2005)
- Pit Fighter (2005)
- Caracazo (2005)
- Sexo, amor y otras perversiones (2006)
- Spin (2007)
- Love Equation (2008)
- Secretos de Familia (2009)
- Gone Hollywood (2011)

### Televisione
- La signora in rosa  (La dama de rosa) (1986)
- Mansión de luxe; altro titolo: La famiglia (Mansión de luxe) (1986)
- La ragazza del circo (La muchacha del circo) (1988)
- Marilena (Abigail) (1988)
- Primavera; altro titolo: Fiori d'arancio (Primavera) (1988)
- Pasionaria (1990)
- La donna proibita (La mujer prohibida) (1991)
- All in the Game (1993)
- Cara bonita (1994)
- María Isabel (1997)
- Rosalinda (1999)
- Siempre te amaré (2000)
- Ponderosa (2001-2002)
- Despeíname la Vida  (2018)

### Teatro
- Latinologues (2003)
- Hasta que La Boda Nos Separe (2009)
- Cena De Matrimonios (2010)

### Doppiatori italiani
- Sandro Acerbo in La signora in rosa, La ragazza del circo, Marilena, Primavera, Pasionaria.
- Alfredo Censi in La donna proibita.

## Discografia
- Desde Aqui (1990)
- Algun Día (1998)
- Fernando in Manila (2000)